# Tabebuia del-riscoi
Tabebuia del-riscoi là một loài thực vật có hoa trong họ Chùm ớt. Loài này được Borhidi miêu tả khoa học đầu tiên năm 1980.